# Zvezdan Vidaković
Zvezdan Vidaković (Subotica, 7. ožujka 1989.) je hokejaš na ledu hrvatskog podrijetla. Državni je reprezentativac. Igra na mjestu vratara. Trenutačno je član Tisza Volan-Spartak Subotica s kojima igra u 1B ligi Mađarske. To je projekt iz 2010. zajedničkog kluba segedinskog ligaša Tisze Volana i subotičkog Spartaka, projekt međugranične suradnje športskih klubova, koji je poduprla EU.

## Karijera
Rodio se u obitelji vojvođanskih Hrvata 1989. godine.
Seniorsku karijeru proveo je u subotičkom Spartaku za koji je igrao od 2005. do 2007., potom je bio u Novom Sadu do 2009., nakon čega se vratio u Spartak. Natjecao se u Hokejaškoj ligi Srbije i mađarskoj !B ligi.
Za reprezentaciju Srbije i Crne Gore igrao je u juniorskim kategorijama na svjetskim prvenstvima Divizije II. 
Za reprezentaciju Srbije natječe se od 2006. godine. Seniorski nastup imao je na SP u hokeju na ledu Divizije I 2010. godine.